# Privégeleerde
Een privégeleerde of ambteloos geleerde is een in de regel academisch geschoold persoon, wiens onderzoek persoonlijk is gemotiveerd en gefinancierd en waarvan de resultaten niet noodzakelijkerwijs gepubliceerd, maar vaak in de vorm van privé-gegevens (notities, agenda, correspondentie, enz.) worden bewaard. Een privé-geleerde doet dus zijn onderzoek buiten de structuur van een universiteit of academie. Vooral in de kunstgeschiedenis en andere humane wetenschappen zijn er privégeleerden die veel hebben bijgedragen tot de wetenschap.

## Redenen en kenmerken
De mogelijke redenen voor een positie als een privégeleerde zijn uiteenlopend. Karakteristiek zijn echter:
- Methodologische en inhoudelijke onafhankelijkheid van publieke opdrachtgevers.
- Gebrek aan academische kwalificaties voor een gewone leeropdracht aan een hogeschool of universiteit (zie habilitatie)
- Het ontbreken aan vrije leerstoelen, ondanks degelijke academische kwalificaties voor een gewone leeropdracht, bijvoorbeeld als gevolg van een schaarste van posities in het hoger onderwijs, lage publicatie-activiteit, enz.
- Het ontbreken van een leerstoel, ondanks degelijke academische kwalificaties voor een gewone leeropdracht, als gevolg van politieke, ideologische, religieuze, etnische, seksuele of andere discriminatie of vervolging.

Een van de belangrijkste kenmerken van een privégeleerde is zijn of haar financiële onafhankelijkheid (waarmee hij of zij zich in haar levensonderhoud kan voorzien) of het combineren van onderzoek met ander werk.

## Organisaties
Ondanks het feit dat privégeleerden niet zijn verbonden aan een bepaalde instelling bestaan er toch instelling die privégeleerden bij elkaar brengt. Zo is er sinds 1989 The National Coalition of Independent Scholars (NCIS). Daarnaast heeft men ook nog de Alliance of Independent Scholars (1978), de Capital Area Independent Scholars (1992), het Center for Independent Study (1977), de Independent Scholars’ Association of the North Carolina Triangle (ISA/NCT) (1983), de Institute for Historical Study (IHS) (1980), Minnesota Independent Scholars’ Forum (1983), Northwest Independent Scholars Association (1983), Princeton Research Forum (1980), San Diego Independent Scholars (1982), Five College Associates (1991), Canadian Academy of Independent Scholars (2005), Independent Scholars Association of Australia (ISAA) (1995).

## Stand van het onderzoek
Vanwege de vele oorzaken en verschijningsvormen van een functie als privégeleerde bestaat er geen systematische studie van dit verschijnsel als geheel. Wanneer de privégeleerdheid wordt bestudeerd, beperken deze studies zich (meestal) tot individuele gevallen. Het onderzoek wordt daarenboven meestal uitgevoerd voor een specifiek vakgebied, zelden wordt het interdisciplinair benaderd.